# Lathromeris lessingi
Lathromeris lessingi är en stekelart som först beskrevs av Alexandre Arsène Girault 1938.  Lathromeris lessingi ingår i släktet Lathromeris och familjen hårstrimsteklar. Inga underarter finns listade i Catalogue of Life.